# Escolas de samba campeãs da quarta divisão do carnaval do Rio de Janeiro
A lista de escolas de samba campeãs da quarta divisão do carnaval do Rio de Janeiro relaciona as agremiações vencedoras de cada ano dos desfiles da quarta divisão do carnaval carioca. O Desfile das escolas de samba do Rio de Janeiro é a parada carnavalesca que acontece anualmente no período de carnaval. Um determinado número de agremiações disputa o título de campeã do carnaval através de avaliações feitas por jurados divididos em diversos quesitos previamente estipulados pela liga organizadora do evento. A campeã é promovida a desfilar, no ano seguinte, na terceira divisão. Assim como a última colocada do quarto grupo é rebaixada a desfilar na quinta divisão no ano seguinte.
O desfile competitivo foi idealizado pelo jornalista pernambucano Mário Filho, irmão do dramaturgo Nelson Rodrigues, através do seu periódico, Mundo Sportivo. O primeiro concurso ocorreu no carnaval de 1932. Devido ao número crescente de escolas escritas para o desfile, foi criada, em 1952, a segunda divisão do carnaval. Em 1960 foi criada a terceira divisão. Apenas em 1979 foi criada a quarta divisão do carnaval. A nomenclatura dos grupos e as entidades organizadoras dos desfiles também também foram alteradas diversas vezes.
Em seus primeiros anos, o desfile da quarta divisão era denominado Grupo 2-B, sendo organizado pela Associação das Escolas de Samba da Cidade do Rio de Janeiro (AESCRJ). A partir de 1987, a quarta divisão passou a se chamar "Grupo 4"; em 1990 foi renomeada para "Grupo C"; em 1995 para "Grupo 1"; em 1996 voltou a se chamar "Grupo C"; em 2009 e 2010 desfilou como "Grupo Rio de Janeiro 2"; e em 2011 voltou a ser chamar "Grupo C". A AESCRJ o organizou a quarta divisão do carnaval carioca até 2014, quando a entidade foi extinta. Em 2015, a quarta divisão foi renomeada para Série C, sendo comandada pela Liga das Escolas de Samba do Rio de Janeiro (LIERJ), que também organizava a segunda, terceira e quinta divisões. Para administrar os Grupos C, D e E no carnaval de 2016, foi fundada a Associação Cultural o Samba é Nosso (ACSN), que durou apenas um ano. A partir de 2017, a Liga Independente das Escolas de Samba do Brasil (LIESB), passou a administrar a Série C, juntamente às séries B, D e E. mas numa nova mudança gerada pela LIESB, a quarta divisão do Carnaval Carioca passa a ser o Grupo de Acesso da Intendente Magalhães (antiga Série D).
Trinta e uma escolas diferentes já conquistaram, uma ou mais vezes, o título de campeã da quarta divisão do carnaval carioca. Leão de Nova Iguaçu e Mocidade Unida da Cidade de Deus são as maiores vencedoras, com três campeonatos conquistados por cada uma. Mais de quarenta carnavalescos foram campeões no grupo. Entre os vencedores estão Joãosinho Trinta, Maria Augusta, Amarildo de Mello, Jorge Caribé, Edson Pereira, Jaime Cezário e Lane Santana.

## Campeãs por ano
Ao longo dos anos, a quarta divisão do carnaval carioca teve várias nomenclaturas e foi organizada por diversas entidades carnavalescas. Abaixo, a listagem de escolas campeãs e vice-campeãs em cada ano na quarta divisão do carnaval do Rio de Janeiro.
| Legenda:                                     |
| * Sem informação disponível † Escola extinta |

| Ano  | Escola campeã                        | N.º | Enredo                                                                                | Carnavalesco(a)                                                  | Escola vice-campeã              | Ref.                    |
| ---- | ------------------------------------ | --- | ------------------------------------------------------------------------------------- | ---------------------------------------------------------------- | ------------------------------- | ----------------------- |
| 1979 | Foliões de Botafogo †                | 1   | A Ceia dos Orixás                                                                     | Jorge Fontoura                                                   | Unidos de Nilópolis †           | [ 6 ] [ 7 ] [ 8 ]       |
| 1980 | Acadêmicos da Cidade de Deus         | 1   | Engenhos do Rio Antigo                                                                | *                                                                | Unidos de Manguinhos            | [ 9 ] [ 10 ] [ 11 ]     |
| 1980 | Paraíso do Tuiuti                    | 1   | É a Sorte                                                                             | Maria Augusta                                                    | Unidos de Manguinhos            | [ 9 ] [ 10 ] [ 11 ]     |
| 1981 | Unidos de Nilópolis †                | 1   | Devaneios de Um Pierrot                                                               | *                                                                | Unidos do Jacarezinho           | [ 12 ] [ 13 ] [ 14 ]    |
| 1982 | Unidos da Vila Santa Tereza          | 1   | Ataulfo Alves, Não Acadêmico, mas Imortal                                             | Aírton Silva                                                     | Acadêmicos do Cachambi †        | [ 15 ] [ 16 ] [ 17 ]    |
| 1983 | Mocidade Unida de Jacarepaguá        | 1   | Profecia de Ifá, Uma História de Amor                                                 | Antônio Carbonelli, Gibi, Agnaldo e Wanderley Caramba            | Unidos de Padre Miguel          | [ 18 ] [ 19 ] [ 20 ]    |
| 1984 | União de Vaz Lobo                    | 1   | Adoiá                                                                                 | Jorge Bithencourt                                                | Sereno de Campo Grande          | [ 21 ] [ 22 ] [ 23 ]    |
| 1985 | Tradição                             | 1   | Pássaro Guerreiro, Xingu                                                              | Maria Augusta e Paulino Espírito Santo                           | União de Rocha Miranda          | [ 24 ] [ 25 ] [ 26 ]    |
| 1986 | Império do Marangá †                 | 1   | Bom Cabrito Não Berra                                                                 | Armando Martins e Sérgio Kautzmann                               | Grande Rio †                    | [ 27 ] [ 28 ] [ 29 ]    |
| 1987 | Mocidade Unida de Jacarepaguá        | 2   | Cartola, uma Estrela no Céu                                                           | *                                                                | Acadêmicos do Cubango           | [ 30 ] [ 31 ] [ 32 ]    |
| 1988 | Leão de Nova Iguaçu                  | 1   | O Coração de Ganga-Zumba                                                              | Ivan Carneiro e Haroldo Cohen                                    | Unidos do Viradouro             | [ 33 ] [ 34 ] [ 35 ]    |
| 1989 | União de Rocha Miranda               | 1   | Arlindo Rodrigues, Arlequim do Carnaval                                               | *                                                                | Unidos da Vila Santa Tereza     | [ 36 ] [ 37 ] [ 38 ]    |
| 1990 | Acadêmicos da Rocinha                | 1   | Um Coração Chamado Brasil                                                             | Joãosinho Trinta                                                 | Unidos do Campinho †            | [ 39 ] [ 40 ] [ 41 ]    |
| 1991 | Canários das Laranjeiras †           | 1   | Lugar de Mulher é na História                                                         | Armando Martins                                                  | Unidos da Vila Kennedy          | [ 42 ] [ 43 ] [ 44 ]    |
| 1992 | Vizinha Faladeira                    | 1   | Quem É do Mar não Enjoa                                                               | Jorge Nova                                                       | Unidos da Villa Rica            | [ 45 ] [ 46 ] [ 47 ]    |
| 1993 | Boi da Ilha do Governador            | 1   | O Boi Mostra e Faz suas Festas                                                        | Amarildo de Mello                                                | Acadêmicos de Vigário Geral     | [ 48 ] [ 49 ] [ 50 ]    |
| 1994 | Acadêmicos do Dendê                  | 1   | Ser Chic na Avenida Chic                                                              | Amarildo de Mello                                                | Mocidade Unida do Santa Marta   | [ 51 ] [ 52 ] [ 53 ]    |
| 1995 | Flor da Mina do Andaraí              | 1   | Verde e Rosa, Por Que Não?                                                            | Comissão de Carnaval                                             | Mocidade de Vicente de Carvalho | [ 54 ] [ 55 ] [ 56 ]    |
| 1996 | Boi da Ilha do Governador            | 2   | Rio de Janeiro, Paraíba Sim Senhor                                                    | *                                                                | Mocidade de Vicente de Carvalho | [ 57 ] [ 58 ] [ 59 ]    |
| 1997 | Paraíso do Tuiuti                    | 2   | Um Príncipe Negro nas Ruas do Rio                                                     | Sérgio Marimba                                                   | Mocidade Unida do Santa Marta   | [ 60 ] [ 61 ] [ 62 ]    |
| 1998 | Inocentes de Belford Roxo            | 1   | Candonga, um Adeus às Baterias                                                        | Comissão de Carnaval                                             | Boi da Ilha do Governador       | [ 63 ] [ 64 ] [ 65 ]    |
| 1999 | Leão de Nova Iguaçu                  | 2   | O Leão Ruge Forte em Nova Iguaçu                                                      | Jaime Cezário                                                    | União de Jacarepaguá            | [ 66 ] [ 67 ] [ 68 ]    |
| 2000 | Unidos da Vila Kennedy               | 1   | Criança Brasil: Um Sonho, Uma Esperança...                                            | Edson Siqueira                                                   | Renascer de Jacarepaguá         | [ 69 ] [ 70 ] [ 71 ]    |
| 2001 | Alegria da Zona Sul                  | 1   | Um País de Todas as Raças                                                             | Oswaldo Luiz Corrêa de Araújo (Deco)                             | Acadêmicos do Sossego           | [ 72 ] [ 73 ] [ 74 ]    |
| 2002 | Acadêmicos da Barra da Tijuca †      | 1   | Tijuca - Da Magia Imperial, ao Atual Cenário Republicano, Pode me Chamar de Tijucano! | Paulo Roberto                                                    | União do Parque Curicica        | [ 75 ] [ 76 ] [ 77 ]    |
| 2003 | Unidos de Lucas                      | 1   | Bernard do Vôlei, uma Jornada de Sucesso                                              | Jairo de Souza                                                   | Unidos do Cabuçu                | [ 78 ] [ 79 ] [ 80 ]    |
| 2004 | Independente da Praça da Bandeira    | 1   | Oswaldo Cruz, o Médico do Brasil no Palácio da Saúde                                  | Soler Vianna                                                     | Mocidade de Vicente de Carvalho | [ 81 ] [ 82 ] [ 83 ]    |
| 2005 | União do Parque Curicica             | 1   | Bahia de São Salvador, o Porto Seguro do Brasil                                       | Jorge Caribé                                                     | Flor da Mina do Andaraí         | [ 84 ] [ 85 ] [ 86 ]    |
| 2006 | Unidos de Padre Miguel               | 1   | Das Lágrimas de Tupã, Nasce o Fruto Divino: O Guaraná                                 | Edson Pereira                                                    | Sereno de Campo Grande          | [ 87 ] [ 88 ] [ 89 ]    |
| 2007 | Mocidade de Vicente de Carvalho      | 1   | Sorria, o Circo Chegou!                                                               | Antônio Carlos Cerezzo                                           | Acadêmicos do Dendê             | [ 90 ] [ 91 ] [ 92 ]    |
| 2008 | Unidos do Jacarezinho                | 1   | A Visita do Jacarezinho ao Reino Encantado de Maria Clara Machado                     | Eduardo Gonçalves e Carlos Feijó                                 | Arrastão de Cascadura           | [ 93 ] [ 94 ] [ 95 ]    |
| 2009 | Acadêmicos do Sossego                | 1   | Sorria, Você Está numa Cidade com Muito Sorriso, Suor e Sossego                       | Eduardo Pinho e Roberto Bezerra                                  | Flor da Mina do Andaraí         | [ 96 ] [ 97 ] [ 98 ]    |
| 2010 | Independente de São João de Meriti † | 1   | Da Chibata à Gravata, São João Canta a Africanidade                                   | Robson Goulart                                                   | Difícil é o Nome                | [ 99 ] [ 100 ] [ 101 ]  |
| 2011 | Unidos da Vila Santa Tereza          | 2   | Amazônia - Memórias da Floresta de Coração Verde                                      | Sandro Gomes                                                     | Favo de Acari                   | [ 102 ] [ 103 ] [ 104 ] |
| 2012 | Unidos do Jacarezinho                | 2   | O Samba Agoniza, mas Não Morre. Nelson Sargento da Mangueira e Também do Jacaré!      | Eduardo Gonçalves                                                | Unidos da Villa Rica            | [ 105 ] [ 106 ] [ 107 ] |
| 2013 | Unidos do Cabuçu                     | 1   | O Mestre-sala dos Mares                                                               | Laerte Gulini e Clebson Prates                                   | Unidos de Bangu                 | [ 108 ] [ 109 ] [ 110 ] |
| 2014 | Mocidade Unida do Santa Marta        | 1   | Na Hora em que o Sol se Esconde                                                       | Gabriel Haddad e Leonardo Bora, Rafael Gonçalves e Vítor Saraiva | Arame de Ricardo                | [ 111 ] [ 112 ] [ 113 ] |
| 2015 | Leão de Nova Iguaçu                  | 3   | Da Força de Zumbi à Raça de Mandela                                                   | Ivan Carneiro                                                    | Unidos das Vargens              | [ 114 ] [ 115 ] [ 116 ] |
| 2016 | Vizinha Faladeira                    | 2   | Assim Caminha a Humanidade                                                            | Jean Rodrigues                                                   | Coroado de Jacarepaguá          | [ 117 ] [ 118 ] [ 119 ] |
| 2017 | Unidos das Vargens                   | 1   | Terra, Fogo, Água e Ar - Uma Explosão de Vida!                                        | Lane Santana                                                     | Lins Imperial                   | [ 120 ] [ 121 ] [ 122 ] |
| 2018 | União de Maricá                      | 1   | 100Sacional! Um Maxixetico e Rebolativo Baile                                         | Renato Figueiredo                                                | Siri de Ramos                   | [ 123 ] [ 124 ] [ 125 ] |
| 2019 | Império da Uva                       | 1   | Rainha Nzinga - Símbolo de Resistência Africana                                       | Marco Antônio Falleiros                                          | União do Parque Acari           | [ 126 ] [ 127 ]         |
| 2020 | Caprichosos de Pilares               | 1   | Uruçumirim, Paraíso Tupinambá                                                         | Bruno de Oliveira                                                | Leão de Nova Iguaçu             |                         |
| 2022 | Arrastão de Cascadura (Série Bronze) | 1   | Frevança (Reedição do enredo de 1995)                                                 | Sandro Gomes e Alan Porfirio                                     | União Cruzmaltina               | [ 128 ]                 |
| 2022 | Boi da Ilha do Governador (Grupo C)  | 3   | "Ito... nas Asas do Amor, Faz da Vida Melodia"                                        | Luiz Guilherme Alexandre                                         | Mocidade do Porto               |                         |
| 2023 | Fla Manguaça                         | 1   | Os Orixás te Recebem em Festa! São Judas Tadeu, Rogai por Nós!                        | Amarildo de Mello                                                | Tubarão de Mesquita             |                         |
| 2024 | Boi da Ilha do Governador            | 4   | Boi, Bonito e Barato                                                                  | Cahê Rodrigues e Ramon Erbiste                                   | Império de Nova Iguaçu          |                         |
| 2025 | União do Parque Curicica             | 2   | A Curicica Festeja a Cultura Brasileira                                               | Plínio Santos                                                    | Lins Imperial                   |                         |

## Estatísticas

### Campeonatos por escola
Abaixo, a lista de títulos conquistados por cada escola. Ao todo, 31 escolas diferentes já venceram a quarta divisão do carnaval carioca.

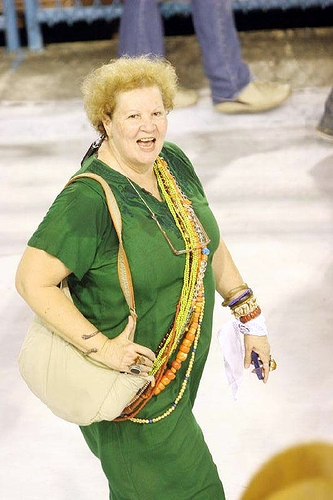
A carnavalesca Maria Augusta venceu por duas vezes o campeonato da quarta divisão do carnaval carioca.

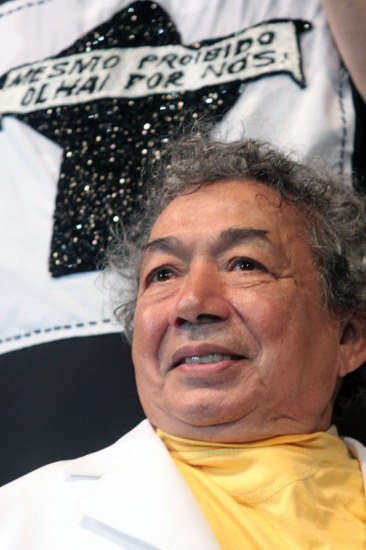
Joãosinho Trinta conquistou seu único título na quarta divisão em 1990 com os Acadêmicos da Rocinha.

| Legenda: † Escola extinta |

| Títulos | Escola de samba                      | Anos                    |
| ------- | ------------------------------------ | ----------------------- |
| 4       | Boi da Ilha do Governador            | 1993, 1996, 2022 e 2024 |
| 3       | Leão de Nova Iguaçu                  | 1988, 1999 e 2015       |
| 3       | Mocidade Unida da Cidade de Deus     | 1980, 1983 e 1987       |
| 2       | Paraíso do Tuiuti                    | 1980 e 1997             |
| 2       | União do Parque Curicica             | 2005 e 2025             |
| 2       | Unidos da Vila Santa Tereza          | 1982 e 2011             |
| 2       | Unidos do Jacarezinho                | 2008 e 2012             |
| 2       | Vizinha Faladeira                    | 1992 e 2016             |
| 1       | Acadêmicos da Barra da Tijuca †      | 2002                    |
| 1       | Acadêmicos da Rocinha                | 1990                    |
| 1       | Acadêmicos do Dendê                  | 1994                    |
| 1       | Acadêmicos do Sossego                | 2009                    |
| 1       | Alegria da Zona Sul                  | 2001                    |
| 1       | Arrastão de Cascadura                | 2022                    |
| 1       | Canários das Laranjeiras †           | 1991                    |
| 1       | Caprichosos de Pilares               | 2020                    |
| 1       | Fla Manguaça                         | 2023                    |
| 1       | Flor da Mina do Andaraí              | 1995                    |
| 1       | Foliões de Botafogo †                | 1979                    |
| 1       | Império da Uva                       | 2019                    |
| 1       | Império do Marangá †                 | 1986                    |
| 1       | Independente da Praça da Bandeira    | 2004                    |
| 1       | Independente de São João de Meriti † | 2010                    |
| 1       | Inocentes de Belford Roxo            | 1998                    |
| 1       | Mocidade de Vicente de Carvalho      | 2007                    |
| 1       | Mocidade Unida do Santa Marta        | 2014                    |
| 1       | Tradição                             | 1985                    |
| 1       | União de Maricá                      | 2018                    |
| 1       | União de Rocha Miranda               | 1989                    |
| 1       | União de Vaz Lobo                    | 1984                    |
| 1       | Unidos da Vila Kennedy               | 2000                    |
| 1       | Unidos das Vargens                   | 2017                    |
| 1       | Unidos de Lucas                      | 2003                    |
| 1       | Unidos de Nilópolis †                | 1981                    |
| 1       | Unidos de Padre Miguel               | 2006                    |
| 1       | Unidos do Cabuçu                     | 2013                    |

### Vice-campeonatos por escola
Abaixo, a relação de vice-campeonatos que cada escola possui.
| Vices | Escola de samba / (anos) |
| ----- | --- |
| 3     | Mocidade de Vicente de Carvalho (1995, 1996 e 2004) |
| 2     | Flor da Mina do Andaraí (2005 e 2009); Lins Imperial (2017 e 2025); Mocidade Unida do Santa Marta (1994 e 1997); Sereno de Campo Grande (1984 e 2006) e Unidos da Villa Rica (1992 e 2012) |
| 1     | Acadêmicos de Vigário Geral (1993); Acadêmicos do Cachambi (1982); Acadêmicos do Cubango (1987); Acadêmicos do Dendê (2007); Acadêmicos do Sossego (2001); Arame de Ricardo (2014); Arrastão de Cascadura (2008); Boi da Ilha do Governador (1998); Coroado de Jacarepaguá (2016); Difícil é o Nome (2010); Favo de Acari (2011); Grande Rio (1986); Império de Nova Iguaçu (2024); Leão de Nova Iguaçu (2020); Mocidade do Porto (2022); Renascer de Jacarepaguá (2000); Siri de Ramos (2018); Tubarão de Mesquita (2023); União Cruzmaltina (2022); União de Jacarepaguá (1999); União de Rocha Miranda (1985); União do Parque Acari (2019); União do Parque Curicica (2002); Unidos da Vila Kennedy (1991); Unidos da Vila Santa Tereza (1989); Unidos das Vargens (2015); Unidos de Bangu (2013); Unidos de Manguinhos (1980); Unidos de Nilópolis (1979); Unidos de Padre Miguel (1983); Unidos do Cabuçu (2003); Unidos do Campinho (1990); Unidos do Jacarezinho (1981); Unidos do Viradouro (1988) |

### Vice-campeonatos consecutivos
Mocidade de Vicente de Carvalho é a única escola a conquistar dois vice-campeonatos consecutivos na quarta divisão.
| Vices | Escola de samba                 | Anos        |
| ----- | ------------------------------- | ----------- |
| 2     | Mocidade de Vicente de Carvalho | 1995 e 1996 |

### Títulos por carnavalesco(a)
Abaixo, a listagem de títulos conquistados por cada carnavalesco. Mais de quarenta profissionais já venceram a quarta divisão do carnaval carioca, seja em trabalhos individuais, em dupla ou participando de comissões. 

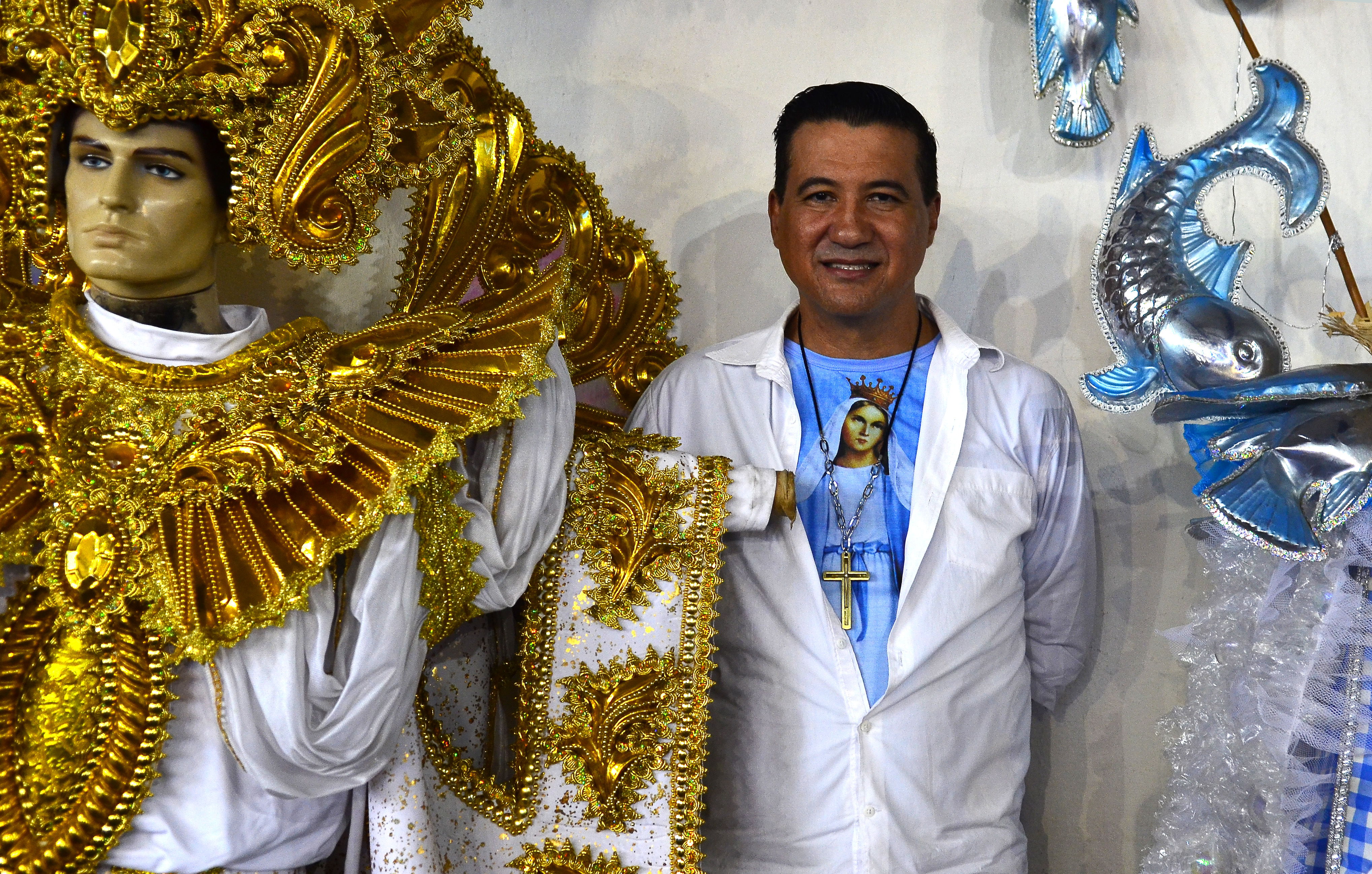
O carnavalesco Amarildo de Mello foi campeão pela Boi da Ilha do Governador em 1993, pelos Acadêmicos do Dendê em 1994 e pela Fla Manguaça 2023.

| Títulos | Carnavalesco / (ano) |
| ------- | --- |
| 3       | Amarildo de Mello (1993,1994 e 2023) |
| 2       | Armando Martins (1986 e 1991); Eduardo Gonçalves (2008 e 2012); Ivan Carneiro (1988 e 2015) e Maria Augusta (1980 e 1985); Sandro Gomes (2011 e 2022) |
| 1       | Agnaldo (1983); Aírton Silva (1982); Alan Porfirio (2022); Antônio Carbonelli (1983); Antônio Carlos Cerezzo (2007); Bruno de Oliveira(2020); Cahê Rodrigues (2024); Carlos Feijó (2008); Clebson Prates (2013); Edson Pereira (2006); Edson Siqueira (2000); Eduardo Pinho (2009); Gabriel Haddad (2014); Gibi (1983); Haroldo Cohen (1988); Jaime Cezário (1999); Jairo de Souza (2003); Jean Rodrigues (2016); Joãosinho Trinta (1990); Jorge Bithencourt (1984); Jorge Caribé (2005); Jorge Fontoura (1979); Jorge Nova (1992); Laerte Gulini (2013); Lane Santana (2017); Leonardo Bora (2014); Marco Antônio Falleiros (2019); Oswaldo Luiz Corrêa de Araújo (2001); Paulino Espírito Santo (1985); Paulo Roberto (2002); Plínio Santos (2025); Rafael Gonçalves (2014); Ramon Erbiste (2024); Renato Figueiredo (2018); Roberto Bezerra (2009); Robson Goulart (2010); Sérgio Kautzmann (1986); Sérgio Marimba (1997); Soler Vianna (2004); Vítor Saraiva (2014) e Wanderley Caramba (1983) |

#### Títulos consecutivos por carnavalesco(a)
Amarildo de Mello é o único carnavalesco a conquistar dois títulos consecutivos.
| Títulos | Carnavalesco      | Anos        |
| ------- | ----------------- | ----------- |
| 2       | Amarildo de Mello | 1993 e 1994 |

#### Carnavalescos(as) campeões em escolas diferentes
Abaixo, a lista de carnavalescos que conquistaram mais de um título em escolas diferentes.
| Carnavalesco      | Quantidade | Escolas em que venceu                                         |
| ----------------- | ---------- | ------------------------------------------------------------- |
| Amarildo de Mello | 3 escolas  | Acadêmicos do Dendê, Boi da Ilha do Governador e Fla Manguaça |
| Armando Martins   | 2 escolas  | Canários das Laranjeiras e Império do Marangá                 |
| Maria Augusta     | 2 escolas  | Paraíso do Tuiuti e Tradição                                  |
| Sandro Gomes      | 2 escolas  | Arrastão de Cascadura e Unidos da Vila Santa Tereza           |